# Эллис, Нелсан
Не́лсан Э́ллис (англ. Nelsan Ellis; 30 ноября 1977, Харви, Иллинойс, США — 8 июля 2017, Лос-Анджелес, Калифорния, США) — американский актёр, драматург, кинопродюсер, сценарист, кинорежиссёр

. Наиболее известен по роли Лафайета Рейнольдса в американском телесериале «Настоящая кровь» (2008—2014).

## Ранние годы
Эллис родился в Харви, штат Иллинойс, рядом с Чикаго. Когда Эллис и его братья и сестры были детьми, их мать, одна воспитывающая детей после развода с мужем, серьёзно начала страдать психическими расстройствами после смерти своего брата. В результате Эллис и его братья и сестры стали подопечными государства. Затем их воспитывала бабушка в Бессемере, штат Алабама. В штате Алабама, Эллис посещал среднюю школу Джесс Ланье в течение года, а затем перевёлся в среднюю школу Мак-Адори. Он вернулся в Иллинойс в возрасте 15-ти лет, где жил с тётей по материнской линии, а в 1997 году окончил среднюю школу Thornridge в Долтоне, штат Иллинойс.
Он присоединился к морским пехотинцам Соединённых Штатов в возрасте 17-ти лет, но вскоре ушёл от них. После этого Эллис учился в Университете штата Иллинойс.
В 2000 году, в возрасте 22-х лет, он был зачислен в Джульярд, где он подружился с будущей коллегой по «Настоящей крови» Рутиной Уэсли, которая сыграла его кузину Тару. Впоследствии, Эллис получил степень бакалавра изобразительных искусств в Джульярде в 2004 году.

## Смерть
Несколько лет перед смертью боролся с алкогольной и наркотической зависимостями. Умер от осложнений сердечной недостаточности после четырёх дней пребывания в госпитале в возрасте 39 лет. Был женат, осталось двое маленьких детей — сын Бреон и новорожденная дочь.

## Фильмография
Актёр
| Год       |     | Русское название                 | Оригинальное название          | Роль               |
| --------- | --- | -------------------------------- | ------------------------------ | ------------------ |
| 2002      | кор | Потерянный                       | Lost                           | Хоффа              |
| 2005      | тф  | Тёплые источники                 | Warm Springs                   | Рой Колльер        |
| 2005      | с   | Особый отдел                     | The Inside                     | Картер Говард      |
| 2005      | кор | Посягательство                   | Trespass                       | Донни              |
| 2007      | с   | Вероника Марс                    | Veronica Mars                  | Аполло Букенья     |
| 2007      | с   | Без следа                        | Without a Trace                | Дэнг Нимиэри       |
| 2008—2014 | с   | Настоящая кровь                  | True Blood                     | Лафайет Рейнольдс  |
| 2008      | ф   | Экспресс                         | The Express                    | Уилл Дэвис младший |
| 2009      | кор | Талант                           | Talent                         | Тит                |
| 2009      | ф   | Солист                           | The Soloist                    | Дэвид Картер       |
| 2010      | с   | Капля настоящей крови            | A Drop of True Blood           | Лафайет Рейнольдс  |
| 2010      | ф   |                                  | Secretariat                    | Эдди Свит          |
| 2011      | ф   | Прислуга                         | The Help                       | официант Генри     |
| 2012      | ф   | Игры богов                       | Gods Behaving Badly            | Дионис             |
| 2013      | ф   | Упорный фундаменталист           | The Reluctant Fundamentalist   | Уэйнрайт           |
| 2015      | ф   | Тюремный эксперимент в Стэнфорде | The Stanford Prison Experiment |                    |
| 2016—2017 | с   | Элементарно                      | Elementary                     | Шинвелл Джонсон    |
| 2017      | ф   | Роксана Роксана                  | Roxanne Roxanne                | Mr. Lester         |

Режиссёр
| Год  |     | Русское название | Оригинальное название | Роль |
| ---- | --- | ---------------- | --------------------- | ---- |
| 2010 | кор | Страница 36      | Page 36               |      |
| 2013 | док |                  | Damn Wonderful        |      |

Сценарист
| Год  |     | Русское название | Оригинальное название | Роль |
| ---- | --- | ---------------- | --------------------- | ---- |
| 2005 | кор | Посягательство   | Trespass              |      |
| 2010 | кор | Страница 36      | Page 36               |      |

Продюсер
| Год  |     | Русское название  | Оригинальное название | Роль                    |
| ---- | --- | ----------------- | --------------------- | ----------------------- |
| 2005 | кор | Посягательство    | Trespass              | исполнительный продюсер |
| 2006 | кор | Цветочный магазин | Flower Shop           | исполнительный продюсер |
| 2010 | кор | Страница 36       | Page 36               | исполнительный продюсер |
| 2011 | кор | Экспресс          | The End of Thorns     | исполнительный продюсер |
| 2013 | кор |                   | Train(ed)             | исполнительный продюсер |
| 2013 | док |                   | Damn Wonderful        | исполнительный продюсер |

## Награды и номинации
| Год  | Награда                        | Категория                                                                   | Работа          | Результат |
| ---- | ------------------------------ | --------------------------------------------------------------------------- | --------------- | --------- |
| 2008 | Премия «Спутник»               | «Лучшая мужская роль второго плана — мини-сериал, телесериал или телефильм» | Настоящая кровь | Победа    |
| 2009 | Премия «Спутник»               | «Лучший актёрский состав в телесериале»                                     | Настоящая кровь | Победа    |
| 2009 | Scream Awards                  | «Лучший актёр второго плана»                                                | Настоящая кровь | Номинация |
| 2009 | Scream Awards                  | «Лучший творческий ансамбль»                                                | Настоящая кровь | Номинация |
| 2009 | NewNowNext Awards              | «В преддверии известности: актёр»                                           |                 | Победа    |
| 2009 | Ewwy Award                     | «Лучший актёр второго плана в драматическом сериале»                        | Настоящая кровь | Победа    |
| 2010 | Премия Гильдии киноактёров США | «Лучший актёрский состав в драматическом сериале»                           | Настоящая кровь | Номинация |
| 2010 | Scream Awards                  | «Лучший творческий ансамбль»                                                | Настоящая кровь | Номинация |
| 2011 | NAACP Image Award              | «Лучший актёр второго плана в драматическом сериале»                        | Настоящая кровь | Номинация |
| 2011 | Scream Award                   | «Лучший творческий ансамбль»                                                | Настоящая кровь | Победа    |